# 華麗計程車行
《華麗計程車行》（英語：A Wonderful Journey），2024年臺灣電視劇，LINE TV和華視共同出品。劇情改編自陳俊文《華麗計程車》，由曹佑寧、黃冠智、郭子乾、楊麗音領銜主演。
本劇於2023年7月杀青。華視主頻自2024年2月18日起，每週日晚間十點播出。八大戲劇台則於2月24日起，每週六晚間八點播出，台視主頻每週六晚間十點播出。OTT由LINE TV於2024年2月18日起播出。Netflix線上播出。

## 劇情背景
該劇圍繞在嘉義最早經營的車行之一「華麗計程車行」其一家人和員工所發生的故事，從他們的視角詮釋當時社會的各種情況。
1999年臺灣921大地震過後，全世界人類亦面臨千禧年世界末日的擔憂時，在嘉義的華麗車行裡，陳柏文、陳柏翰兩兄弟正面臨是否接班計程車行的人生分岔路口。在「華麗」裡，有著處理不完的負債與呆帳、不被社會認同的悲哀，每個人卻有著永不服輸的傻勁，緊握方向盤，相信「只要車子往前跑，就沒有解決不了的問題」，做個「快樂的甘苦人」，更坦然面對人生這趟華麗的旅程。
劇中所有計程車司機名字，包括阿溪、阿麗、阿霞、阿信、阿宏、阿樓及阿榮（丸仔榮）都取自嘉義市各家雞肉飯店名。

## 演員列表
| 演員   | 角色                         | 介紹 |
| 曹佑寧 | 陳柏文（華麗大仔／Owen）     | 23歲，1976年12月19日出生，數學系學士，懷有當數學老師夢的大兒子，卻因種種不測而接管車行。在欣怡懷孕時開始練習開手排車，繼而成為司機，車號 PC-168。他的第一位客人是從車行開到彰化。英文名 Owen，2004年代表車行推行雙語（國／英）標籤計畫。2005年因為接送自己的國小老師時發現她因父親是癌末病人而需要辭職，所以終於再次參加甄選。 曹佑寧也擔任本劇的自述旁白。 |
| 黃冠智 | 陳柏翰（華麗細漢／少年董仔） | 車行第二繼承人，高職畢業，個性與拘謹的哥哥陳柏文不同。1999年冬至退伍。永富工廠工人，當時也跟工友學越南語。2003年因連續加班而被上司無理壓榨而辭職，後來轉到大賣場上班。對花生嚴重過敏，卻因阿溪剛好到華麗車行找工作而救了他一命。2005年因為三舅退休加上爸爸中風入院，他在2005年7月10日正式接管車行，也與雅婷結婚。 |
| 郭子乾 | 陳源森（阿三哥／董仔）       | 因為家庭發生倒債巨變，獨自來到嘉義，白手起家創立「華麗計程車行」。因為不會開車，主要負責車行的帳務。糖尿病人，卻因不肯戒口，幾年後惡化成慢性腎衰竭，後來中風。 |
| 楊麗音 | 丁靜惠（董娘）               | 台南人，懷孕後與阿三哥共同創辦車行，個性好強，覺得能自己作主、自立更生，比㇐切都重要。本來不會開車，但2003年離家出走後跟阿麗學習開車。嗓門大而講話大聲的原因，其實是因為她跟婆家爭執時跌倒而令右耳失聰。 |
| 程予希 | 魏欣怡                       | 台中人，陳柏文的女朋友和大學同學，國文老師，懷孕後與陳柏文結婚。她是沒有受洗的基督徒，但爸爸是牧師。 |
| 游安順 | 阿溪                         | 華麗元老級司機，李姓，車號 PD-007。曾有黑道背景，但其實面惡心善，對女性平權和外籍勞工被欺負會挺身而出。陳柏文婚後第一天主動讓出計程車招呼站順位。因為長時間不定時飲食和便溺，2004年熬成胃癌，後來細胞已擴散到肺部。他的車後來被陳柏翰買下，但因為車子沒有事故，而且阿溪還沒離世，所以只能兌換成現金。他的「退役禮」由不會開車的阿三哥親自在駕駛中心主駕。第9集被提及已離世。                                                                                               |
| 阮安妮 | 文玉                         | 越南籍看護，後來因為阿溪替她抱不平，幫她辭去前東家而成為阿溪的妻子，兩人育有一子，家中也因阿溪的收入，讓她能夠開台式越南麵店。她卻希望考取台灣的看護執照。可是當她考到執照的前幾天，阿溪卻進院休養。 |
| 林嘉俐 | 阿麗                         | 華麗司機，車號 PC-089。丈夫已故，有兩位已在新加坡讀書的女兒。 |
| 黃舒湄 | 李彩霞（阿霞）               | 華麗司機，裝扮男性化。資歷8年，她是車行中最常開車到醫院和學校，也有很多固定熟客，卻在SARS疫情後，身體出現各種毛病，也因為有靈異體質而決定不婚不生。車號 PD-118。她也是小莊的女密友，卻因當時台灣同性婚姻還沒合法化（阿珠嬤的預言與現實一樣，於2019年才合法），加上阿珠嬤的不安而沒有正式對外人公開關係。後來變成個人創業，車號變成 PD-926。 黃舒湄本人也是這劇的台語對白指導之一。她也透露：她是在拍攝前一刻才知道「2019」的意義，所以在第六集加上吃小圓餅淚流不止的瞬間。 |
| 張菁菁 | 小莊                         | 9月26日生日，檳榔西施，也是車行的流動文員，是阿霞的鄰居和女密友，卻因兩人的關係而一度被阿珠嬤嫌棄。 |
| 伊正   | 丁立德（三舅）               | 董娘的哥哥，本來在海關工作，但2003年降職後憤而離職，後來接手管理車行，但在2004年中決定退休，阿三哥中風後，由陳柏翰正式接手管理車行。 |
| 何思靜 | 林雅婷／少年董娘             | 1981年出生，護士，陳柏翰的網友，卻因為他打籃球時扭傷而見面。在2003年交的女朋友，聽懂一點台語但不太會講，後來成為夫妻，成為少年董娘。 |
| 王滿嬌 | 玉珠嬤                       | 阿霞的媽媽，雜貨店老闆和靈媒。因為剋死大兒子，而且不太接受阿霞是女同性戀者而變得沉默寡言，卻因此讓陳柏文錯過孩子的誕生。 |
| 李李仁 | 阿信                         | 車行修理工人和駕駛學校導師。SARS肆虐時期更開車幫補收入，車號 PC-088。阿信、阿麗和阿榮其實是孤兒，只因三人隨孤兒院院長的姓氏。阿信在20歲時把阿麗和阿榮接回家，也扛起「大哥」的責任。 |
| 紀欣伶 | 莊亭玫（玫瑰）               | 為家中還債，年紀輕輕就成為陪酒小姐。與外國人發生關係而懷孕，後墮胎。因搭乘阿信的計程車，兩人以此結緣。 |
| 童毅軍 | 阿宏                         | 屏東潮州人，中年轉職的元老級華麗司機，車號 PD-279。本職其實是漁夫，開計程車只因為需要為妻子的醫藥費籌錢，但因為妻子後來離世，所以想退出，然後把車子還給車行。 |
| 應采靈 | 阿宏太太                     | 阿宏的老伴，因患絕症多年，阿宏以計程車代步而讓她外出。第五集離世 |
| 孫綻   | 阿榮                         | 計程車司機，阿信與阿麗的弟弟，有黑道背景，曾因開違規的白牌車而被逮捕，但早於1995年已代替阿溪調解搶客糾紛。當時身兼白牌車和華麗司機的自由人身份。 |
| 蔡喬菲 | 丁靜惠（少年時）             | 台南人，喜歡跟董仔看電影，在電影院被求婚。 |
| 盧子文 | 華麗司機阿樓                 | 因為常常載送固定女乘客，又沒有避嫌的讓對方坐在副駕駛座，導致老婆猜忌婚姻失和，由董娘調解，在大林看到阿信失蹤的弟弟阿榮在開白牌車，向阿信通風報信。 |
| 黃鴻龍 | 華麗司機                     | 繳行費給董娘，再向董娘借2萬元，帶好吃鳳梨給董娘。 |
| 翁藝菁 | 邱老師                       | 劇中陳柏文的國小老師。在最終回被故事中的陳柏文接到嘉義醫院，卻透露因為她的爸爸是癌末病人，所以得辭去工作照顧他。 |
| 陳逸帆 | 土豪乘客                     | 陳柏文乘載的乘客，乘載期間頻頻遊說陳柏文前往財神廟祭拜。 |

## 海報設計
在主視覺海報中，以計程車的代表色「小黃」為基底，鋪陳復古又懷舊的色調，並將全家福放入圓形視覺裡，象徵一切的故事，都從地標「嘉義圓環」及轉動的輪胎出發，也以副標題「只要車繼續跑，哪怕迷路，也會有新風景」為主旨，帶出溫馨又勵志的氛圍。

## 電視劇歌曲
| 曲別   | 歌名                            | 演唱者 | 作詞           | 作曲         |
| 片頭曲 | 破風                            | 陈势安 | 馬嵩惟         | 戴陽、蘇亦承 |
| 插曲   | 運轉人生                        | 邱軍   | 施立           | 楊子樸       |
| 插曲   | 至少我還有勇氣唱情歌（For You） | 吳秉洛 | 吳秉洛、馬嵩惟 | 吳秉洛       |
| 片尾曲 | 不愛自己現在的樣子              | 徐若瑄 | 徐若瑄         | 江承柏       |

## 原著
- 《華麗計程車》，出版日：2010年7月3日，作者：陳俊文，出版社：聯合文學，ISBN 9789863233107。

## 取景地點
- 嘉義市國華里杏福檜樂福利協會巷弄長照站（華麗計程車行）[9][10]
- 嘉義火車站
- 嘉義公園（射日塔，陳柏文幻想求婚橋段地點）
- 嘉義東市場（董娘買菜、陳柏文打工處）
- 嘉義醫院（董仔、阿溪看病，以及雅婷工作地點）
- 中央噴水池（嘉義圓環）
- 金聲駕訓班（阿信工作地點、陳柏文學開車、三哥為阿溪開車的「退役禮」）[11]
- 南田公園籃球場（陳柏文、陳柏翰打球，以及陳柏文下跪求婚預演地點）
- 火車站後站雜貨店（阿霞家雜貨店）
- 中林湖（年輕董仔夫婦約會、陳柏文與魏欣怡求婚地點）
- 阿里山小火車鐵道（華麗計程車行前場景）
- 嘉樂福夜市（陳柏翰與雅婷約會地點）
- 正老牌魚湯（陳柏文，以及阿信帶玫瑰買消夜店家）
- 炮仗花牆
- 布袋觀光魚市
- 布袋第三漁港

## 軼事
- 真實中的陳柏翰本人有配戴眼鏡，而郭子乾提議把眼鏡移到曹佑寧的角色裡。
- 真實中的董娘本人臉上有一顆痣，而郭子乾提議把那顆痣移植到他的角色裡。[14]
- 陳柏文、陳柏翰、董娘、雅婷本人在最終回，出現在陳柏翰（黃冠智飾）接手車行的辦桌現場中。
- 郭子乾的殺青戲是1992年看著阿榮擺平跟白牌車司機的糾紛。
- 楊麗音的殺青戲是幫李李仁洗白和跟玫瑰洗冤的談判戲。
- 曹佑寧、黃冠智的殺青戲是陳柏翰當他看到陳柏文趕到醫院找分娩的魏欣怡。黃冠智在戲裡是戴著假髮。
- 李李仁、紀欣伶的殺青戲是玫瑰在外籍男友家哭鬧的戲份。
- 程予希的殺青戲是陳柏文第一次接魏欣怡下班，而且還沒有成為夫婦。[15]
- 何思靜的殺青戲是陳柏翰第一次接雅婷下班。
- 王滿嬌的殺青戲是車行辦桌慶祝陳柏翰接手車行業務。
- 伊正的殺青戲是在計程車招呼站。
- 孫綻的殺青戲是在擺平跟白牌車司機的糾紛。
- 邱雅婷本人其實是前老師，所以她在劇中是陳柏文的國小老師。
- 台灣南方（包括嘉義）的計程車不能在街上攔車，只能打電話下訂單。司機們也不會有對講機。[16]
- 在第三集，阿溪和董仔第一次處理糾紛時的時間點是1995年，但其實在最前面的車是一台2003年的豐田 Vios。

## 獎項

### 金鐘獎
| 年份   | 頒獎單位     | 獎項             | 入圍者                         | 結果 |
| 2024年 | 第59屆金鐘獎 | 戲劇節目獎       | 《華麗計程車行》               | 提名 |
| 2024年 | 第59屆金鐘獎 | 戲劇節目編劇獎   | 林佳慧、林美慧                 | 提名 |
| 2024年 | 第59屆金鐘獎 | 戲劇節目女主角獎 | 楊麗音                         | 提名 |
| 2024年 | 第59屆金鐘獎 | 戲劇節目男配角獎 | 李李仁                         | 提名 |
| 2024年 | 第59屆金鐘獎 | 戲劇節目女配角獎 | 黃舒湄                         | 提名 |
| 2024年 | 第59屆金鐘獎 | 戲劇原創歌曲獎   | 邱軍、施立、楊子樸〈運轉人生〉 | 提名 |

## 外部連結
- 官方网站—華視
- 官方网站—八大
- 官方网站—台視
- 官方网站—LINE TV
- 在Netflix上觀看《華麗計程車行》
- 互联网电影数据库（IMDb）上《華麗計程車行》的资料（英文）